# Arnavutköy

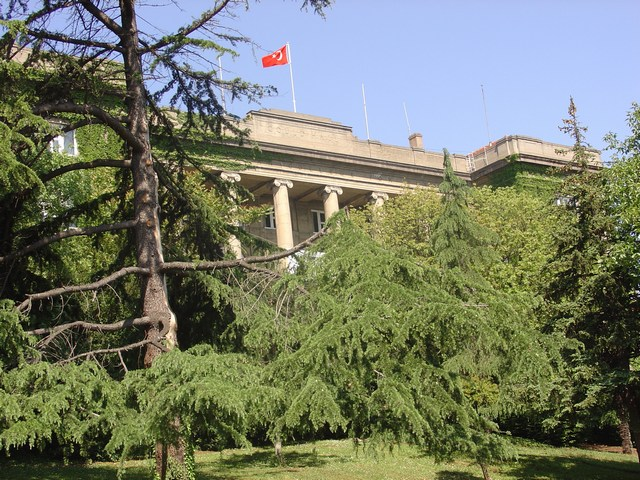
El Gould Hall del Robert College.

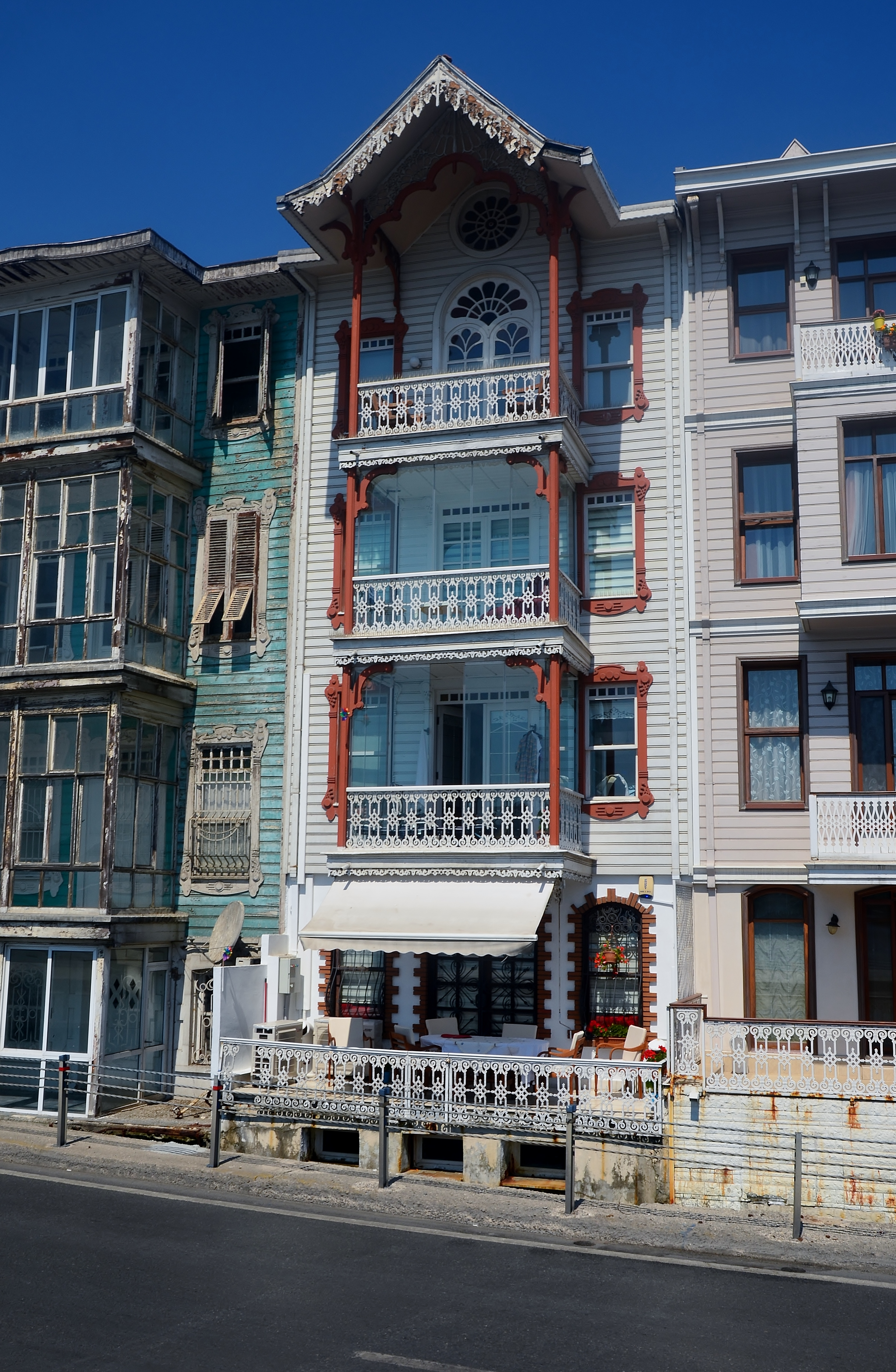
Casas de madera antiguas en Arnavutköy.

Arnavutköy (tdl. 'pueblo albanés'; en griego: Μέγα Ρεύμα, romanizado: Mega Revma) es un barrio situado en el distrito de Beşiktaş de Estambul (Turquía). A fecha de 2022, su población es de 3574 personas. Arnavutköy es célebre por sus mansiones otomanas de madera y sus restaurantes de marisco, así como por albergar el campus del prestigioso Robert College, con sus edificios históricos. Forma parte del distrito de Beşiktaş de Estambul y está situado entre Ortaköy y Bebek, en la costa europea del estrecho del Bósforo.
La existencia de una mezquita, una iglesia y una sinagoga muy cerca la una de la otra sirve como recordatorio del antiguo cosmopolitismo de Arnavutköy.
Habitualmente, la carretera de la costa está llena de pescadores y con frecuencia pasan por Arnavutköy pequeños barcos pesqueros; el pescado fresco capturado se vende a veces a los restaurantes de marisco de la zona. En el extremo oriental de Arnavutköy la costa sobresale para formar Akıntıburnu (el cabo de la corriente), donde las aguas del Bósforo antiguamente fluían con tanta fuerza que los barcos pequeños tenían que ser remolcados, de lo que procede el nombre griego de la zona («Gran Corriente»).
Los ferries de la empresa municipal Şehir Hatları paran en la terminal de ferries que da hacia la plaza principal de Arnavutköy. Por otra parte, la transitada carretera de la costa está servida por autobuses regulares.

## Historia
En la antigüedad, la zona era conocida como Asomato y Anáplus. En 1468, el sultán Mehmed el Conquistador llevó albaneses a la ciudad para que construyeran pavimentos y los instaló en Arnavutköy, de lo que procede el nombre del barrio.
En 1863, el Robert College, la escuela estadounidense más antigua situada fuera de los Estados Unidos, fue fundado en su campus actual, que originalmente se extendía desde Arnavutköy hasta las proximidades de Bebek y Rumelihisarı. En 1971, una sección de este campus, que originalmente era la sección universitaria de la escuela, pasó a formar parte de la Universidad del Bósforo. La sección secundaria, antiguamente llamada Robert Academy, es todavía una escuela estadounidense y está situada en el lado de Arnavutköy del campus del Robert College.
De acuerdo con el Salname de 1912, la población total del barrio era de 7482 personas, consistente en 5973 rūm (cristianos), 493 musulmanes, 342 amenios, 32 judíos y 642 personas de otras nacionalidades.
Durante la Primera Guerra Mundial, la zona sufrió debido al bombardeo británico de Estambul.
Arnavutköy era famoso por sus fresas otomanas, una versión menos jugosa y más pequeña de las fresas presentes en el resto de Turquía. Todavía sobreviven unos pocos campos de fresas tierra adentro en el barrio y cada primavera las fruterías locales están abarrotadas de amantes de las fresas.

## Arquitectura
La costa de Arnavutköy está bordeada por algunas de las casas de madera (yalıs) más pintorescas de finales del siglo xix y principios del xx que se conservan a lo largo del Bósforo, muchas de las cuales están decoradas en estilo modernista. Aunque parecen muy individuales, se cree que la mayor parte de los elementos decorativos de sus fachadas en realidad eran producidos en masa.

## Educación
La American Academy for Girls se trasladó a Arnavutköy en 1914, pero en 1923 se trasladó al barrio de Bağlarbaşı del distrito de Üsküdar, en la parte asiática de la ciudad, donde continúa aceptando estudiantes con el nombre de Üsküdar American Academy.